# دانشگاه اینسبروک

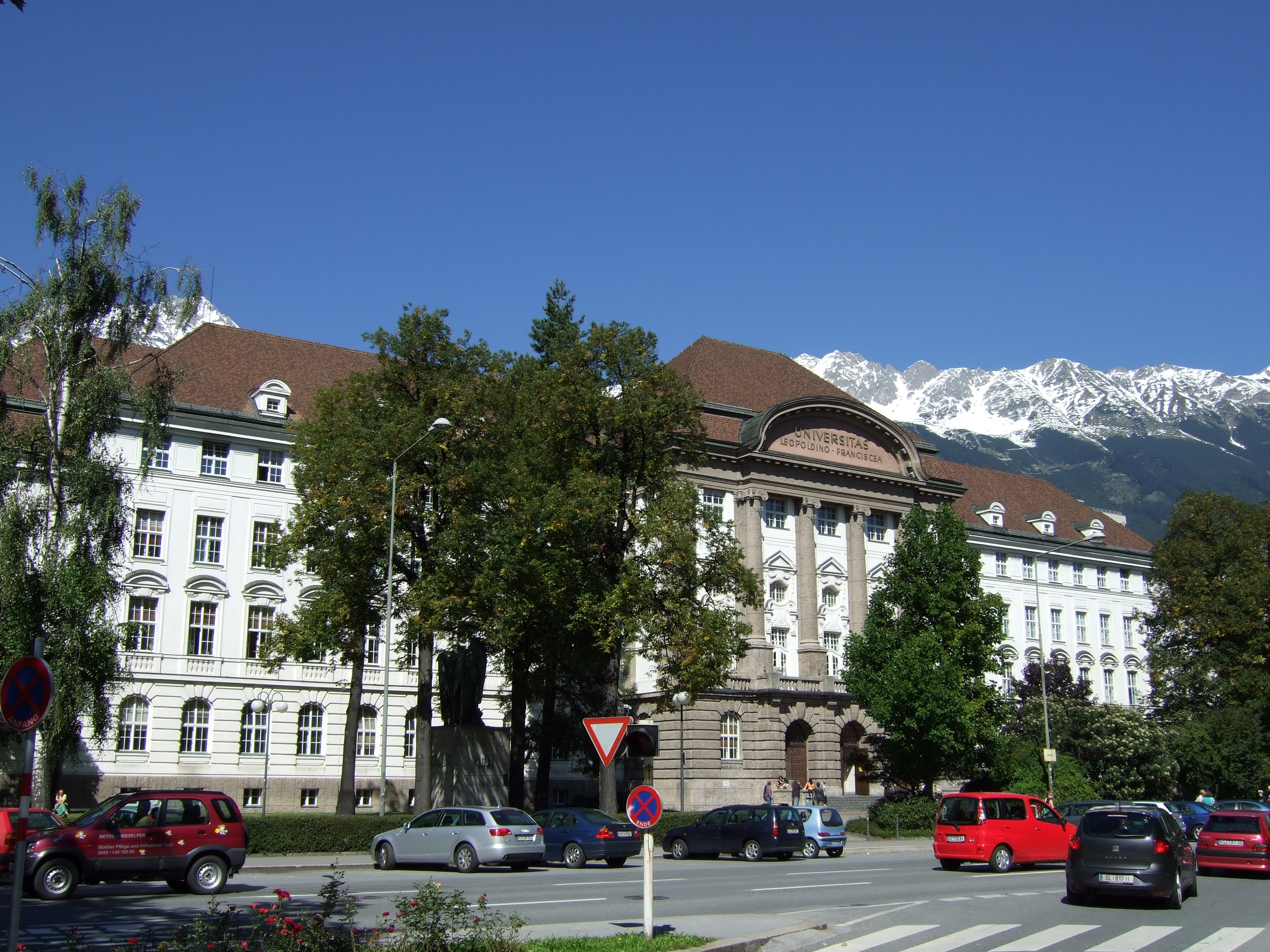
ساختمان اصلی دانشگاه اینسبروک

دانشگاه لئوپولد فرانتسنس اینسبروک (به آلمانی: Leopold-Franzens-Universität Innsbruck) معروف به دانشگاه اینسبروک ، نام یکی از دانشگاه‌های کشور اتریش است. این دانشگاه که دانشگاه اصلی و مرکزی ایالت تیرول اتریش است ، در سال ۱۶۶۹ میلادی هم‌گاه با سال ۱۰۴۸ خورشیدی در شهر اینسبروک تأسیس گردیده است.
دانشگاه اینسبروک بزرگترین مرکز علمی و پژوهشی در غرب اتریش محسوب می‌گردد و پس از دانشگاه وین و دانشگاه گراتس ، سومین دانشگاه بزرگ این کشور به شمار می‌رود.
این دانشگاه که در علوم پایه یکی از دانشگاه‌های پیشرو در اروپای مرکزی است ، دارای دانشکده‌های مختلف در علوم پایه و علوم انسانی می‌باشد. گروه نجوم و اخترفیزیک این دانشگاه دارای شهرت جهانی است.

## برندگاه جایزه نوبل
1. هانس فیشر، شیمی‌دان که بین سالهای ۱۹۱۶ تا ۱۹۱۸ در دانشگاه اینسبروک کرسی دانشیاری داشته‌است.
2. ویکتور فرانسیس هس، فیزیک‌دان در سال ۱۹۳۱ در این دانشگاه به پژوهش پرداخته است.
3. فریتس پرگل، از سال ۱۹۱۳ به مدت سه سال، استاد دانشگاه اینسبروک بوده‌است.
4. آدولف وینداوس، از سال ۱۹۱۶ تا ۱۹۱۸ در این دانشگاه به پژوهش پرداخته است.